# Evilive
Evilive es la primera grabación en vivo de la banda estadounidense The Misfits. Fue grabado el 17 de diciembre de 1981 en The Ritz, Nueva York, exceptuando los temas "All Hell Breaks Loose" y "We Are 138" que fueron grabadas el 20 de noviembre del mismo año en On Broadway, San Francisco. El disco contiene 7 canciones.

## Lista de temas
Lado A.
1. "20 Eyes" (Danzig vocals)
2. "Night Of The Living Dead" (Danzig vocals)
3. "Astro Zombies" (Danzig vocals)
4. "Horror Business" (Danzig vocals)

Lado B.
1. "London Dungeon" (Danzig)
2. "All Hell Breaks Loose" (Danzig)
3. "We Are 138" (Danzig)

## Detalles
- Glenn Danzig - voz
- Jerry Only - bajo voz
- Paul Doyle Caiafa - guitarra
- Arthur Googy - batería
- Henry Rollins - voz en "We Are 138"

- Datos: Q656805